# Voltige

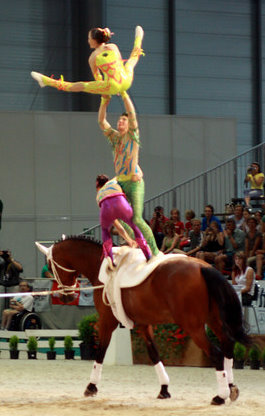
Voltige.

Voltige är en ridsport där en eller flera voltigörer utför gymnastiska övningar på en galopperande häst till egenvald musik. Man kan tävla individuellt eller i lag på olika nivåer, dels som svårklasslag om sex personer, som mellanklass med 3-7 lagmedlemmar eller som lättklasslag med 3-7 medlemmar. Det finns även parvoltige som också kallas för Pas-de-deux (denna tävlingsform är dock mycket ovanlig i Sverige). Deltagarna får vara vilken ålder som helst, och är oftast 7-30 år om de tävlar i lag. Hästen galopperar moturs i en cirkel som är ca 15 m i diameter, en så kallad volt. Mitt i cirkeln står en linförare vars uppgift är att få hästen att galoppera i en jämn takt. Voltige härstammar från kavalleriet, men är relativt ny som publiksport. Vid de olympiska hästtävlingarna i Antwerpen 1920 var voltige en av grenarna och Sverige, Belgien och Frankrike hade deltagande lag.

## Regler
Tävlingsmomentet består av en obligatorisk del som kallas grund, och ett fritt program som kallas kür. I svår klass (sexmannalag) är man 6 stycken + 1 reserv i laget. Den obligatoriska delen utgörs av åtta grundövningar: upphopp, grundsits, fana, kvarn, sax del 1, sax del 2, stående och avhopp inåt. Varje övning bedöms från 0 till 10 poäng och man har sammanlagt 1 minut per person (eller totalt 6 minuter) på sig att genomföra hela programmet. 
Küren bedöms ur sin svårighetsgrad, sin sammansättning och sitt utförande. Därtill kommer hästpoäng. I svår klass och mellanklass finns tre nivåer av lag (A, B, C) beroende på vilka poäng man uppnått på tidigare tävlingar och detta avgör också huruvida man får vara två eller tre på hästen samtidigt. I lätt klass kan man välja att göra singel eller dubbelövningar.
I mellanklass gör man samma grundövningar som i svår klass men i lätt klass är de något förenklade. Många tävlingar erbjuder också skrittklasser, framför allt för lätt klass.
En individuellt tävlande har ingen tidspress på sig att utföra det obligatoriska programmet men har bara 1 minut på sig till küren. De individuella seniorerna måste också genomföra en teknisk kür, som är ett liknande fristående program men som måste innehålla vissa obligatoriska övningar. Detta måste också genomföras på 1 minut. Det finns numer även junior och minior individuella.

## Voltige i Sverige

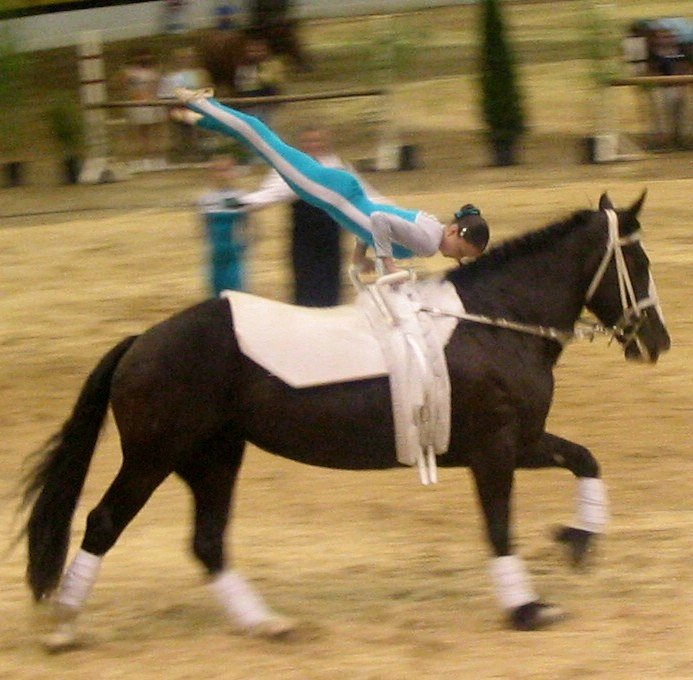
Voltige.

Sverige har flera framgångsrika voltigeklubbar och SM avgörs varje år. 2005 års lagsegrare var Malmö Ridklubb och Lina Hansson från Roslagens Voltige vann i den individuella klassen. 2006 anordnades mästerskapen i Frillesås. Då var det Örestads voltige som tog hem guldtiteln, tätt efter kom Laholms voltige med bara 12 hundradelars differens. Tredjeplatsen gick till Malmö Ridklubb. Individuellt segrade Lina Hansson från Roslagens Voltige, andraplatsen gick till Lisa Jonsson och på tredje plats kom Anicia T Andersson. År 2007 segrade Laholms Lag 1 (även utsedda till landslag), tvåa blev Örestad och trea Malmö ridklubb. Hos de individuella vann Lina Hansson ännu en gång. Amanda Andersson från Laholm vann individuella juniorklassen. Laholm har även vunnit både SM och NM 2009.
SM och NM 2010 blev ett banbrytande år för svensk voltige då Örestads voltige tog SM-guld i seniorklassen, lag, med endast 47 tusendelar differens från Laholms voltige, som efter tre raka guldår tog ett kliv ner från pallen. Efter 7 raka SM-guld klev även voltigeprofilen Lina Hansson, från Roslagens Voltige, ett steg ner på pallen och det individuella seniorguldet gick till Kajsa Hedqvist från Hamre voltige. Örestads voltige tog också NM-guldet i seniorklassen som lag. NM-guldet i individuell klass, senior, gick till Rikke Laumann från Danmark. Elin Härkönen från Uppsala Voltige tog både SM och NM-guld i den individuella klassen som junior.
Svenska voltigelag har även tävlat med framgång internationellt. 1994 var ett genombrottsår då svenska landslaget lyckades ta sig upp på 3:e plats. 